# Friederike Alexandrine Moszyńska

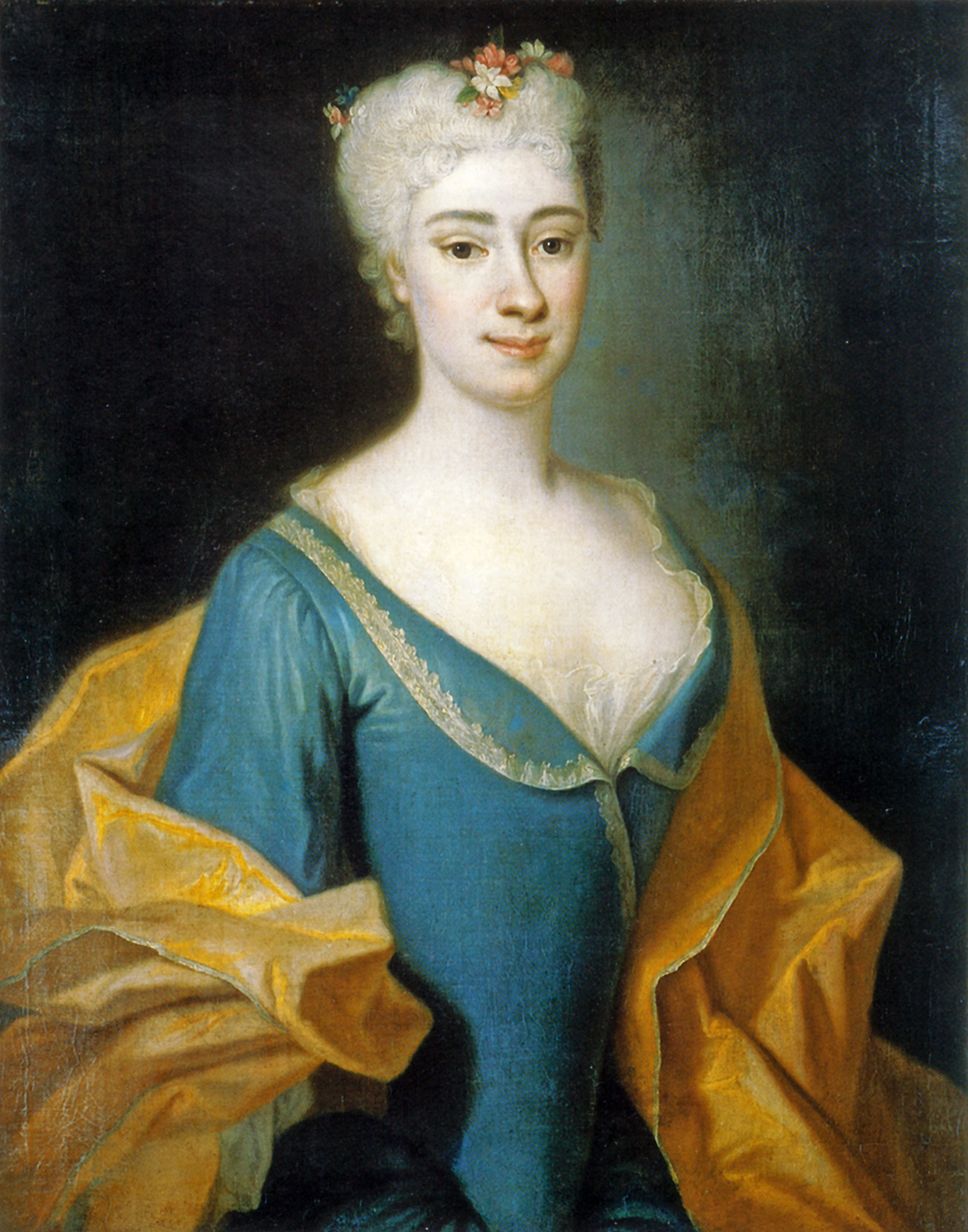
Friederike Alexandrine Moszyńska, um 1730, Ölgemälde von Louis de Silvestre

Friederike Alexandrine Moszyńska, geb. Gräfin von Cosel (* 27. Oktober 1709 in Dresden; † 16. Dezember 1784 ebenda) war die zweite Tochter Augusts des Starken mit seiner Mätresse Anna Constantia von Cosel. Als Vornamen werden auch Friederike Alexandra oder Fryderyka Aleksandra angegeben. Der polnische Nachname wird im Deutschen auch vielfach als Moszinska oder Mosczinska wiedergegeben.
Am 18. Februar 1730 heiratete sie im Königlichen Palais auf der Pirnaischen Gasse in Dresden den polnischen Grafen Johann Xantius Anton Moszyński, den polnischen Großschatzmeister. Im Jahr 1731 wurde ihr erster Sohn Friedrich August geboren, im Jahr 1738 folgte der zweite Sohn Friedrich Joseph.

Garten und Palais der Gräfin von Mosczinska

Nach dem Tode des Grafen Moszyński 1737 erwarb sie im April 1742 nahe dem Dohnaischen Schlag an der Bürgerwiese in Dresden ein Grundstück und ließ hier 1742–1744 von Julius Heinrich Schwarze ein Palais mit umliegenden Gartenanlagen im Rokokostil errichten. Sie veranstaltete regelmäßig Feste für den Dresdner Adel und lebte hier bis zu ihrem Tode 1784. Das ihr testamentarisch hinterlassene Erbe ihres Halbbruders Johann Georg von Sachsen (1704–1774) konnte sie wegen Testamentsanfechtung durch den Malteserorden nicht antreten.
Im Zuge der Stadterweiterung wurde das Palais 1871 abgerissen. Heute erinnert die Mosczinskystraße an das Palais und die Gräfin.

## Film
- In der aufwändig produzierten DDR-Filmreihe Sachsens Glanz und Preußens Gloria wurde sie von Monika Woytowicz gespielt.